# Brett Sheehan
Pour les articles homonymes, voir Sheehan.

a Compétitions nationales et continentales officielles uniquement.

b Matchs officiels uniquement.
Dernière mise à jour le 27 décembre 2017.
Brett Sheehan, né le 16 septembre 1979 à Geraldton (Australie), est un ancien joueur de rugby à XV international australien. Il évolue au poste de demi de mêlée (1,73 m pour 90 kg).

## Carrière

### En club
- 2002 :  South Sydney Rabbitohs (Rugby à XIII)

- 2005 :  Queensland Reds
- 2006-2009 :  Waratahs
- 2010-2013 :  Western Force
- 2013-2014 :  London Wasps
- 2014-2016 :  RC Narbonne

## Palmarès
- 90 matchs de Super Rugby
- 7 capes avec la sélection australienne (2006-2012).